# Embaixada da Suécia em Lisboa
A Embaixada da Suécia em Lisboa é a missão diplomática da Suécia em Portugal, localizada na capital do país, Lisboa. A missão é composta por uma embaixada, um conjunto de suecos destacados pelo Ministério do Exterior (MNE) e pessoal local. A embaixadora desde 2022 é Elisabeth Eklund.

## Chefes de missão
| Nome                                      | Período   | Função                    | Credenciamento                                  |
| ----------------------------------------- | --------- | ------------------------- | ----------------------------------------------- |
| Jean de Bedoire                           | 1760–1778 | Enviado                   |                                                 |
| Carl Gustaf Oxenstierna                   | 1791–1797 | Ministro Plenipotenciário |                                                 |
| Gotthard Mauritz von Rehausen             | 1797–1801 | Gestor de negócios        |                                                 |
| Gotthard Mauritz von Rehausen             | 1801–1806 | Ministro                  |                                                 |
| Johan Albert Kantzow                      | 1806–1811 | Gestor de negócios        |                                                 |
| Carl Adolf de Kantzow                     | 1823–1860 | Gestor de negócios        |                                                 |
| Johan Fredrik Sebastian Crusenstolpe      | 1860–1866 | Gestor de negócios        |                                                 |
| Johan Fredrik Sebastian Crusenstolpe      | 1866–1882 | Ministro-Presidente       |                                                 |
| Otto Stenbock                             | 1883–1890 | Ministro-Presidente       |                                                 |
| Axel August Cronhielm                     | 1890–1900 | Gestor de negócios        |                                                 |
| Ove Gude                                  | 1900–1902 | Enviado                   | Lado credenciado da Embaixada em Madrid.        |
| Fredrik Hartwig F. Herman Wedel Jarlsberg | 1902–1905 | Enviado                   | Lado credenciado da Embaixada em Madrid.        |
| Robert Sager                              | 1905–1907 | Enviado                   | Lado credenciado da Embaixada em Madrid.        |
| Carl Haraldsson Strömfelt                 | 1907–1913 | Enviado                   | Lado credenciado da Embaixada em Madrid.        |
| Gustaf Falkenberg                         | 1913–1917 | Enviado                   | Lado credenciado da Embaixada em Madrid.        |
| Augustin Beck-Friis                       | 1917–1920 | Enviado                   | Lado credenciado da Embaixada em Madrid.        |
| Ivan Danielsson                           | 1921–1922 | Enviado                   | Lado credenciado da Embaixada em Madrid.        |
| Wollmar Boström                           | 1922–1925 | Enviado                   | Lado credenciado da Embaixada em Madrid.        |
| Ivan Danielsson                           | 1925–1937 | Enviado                   | Lado credenciado da Embaixada em Madrid.        |
| Lennart Arvid Vilhelm Rappe               | 1937–1941 | T.f. Gestor de negócios   |                                                 |
| Leif Öhrvall                              | 1938–1941 | T.f. Gestor de negócios   |                                                 |
| Johan Beck-Friis                          | 1941–1943 | Enviado                   | Também Enviado em Oslo.                         |
| Gustaf Weidel                             | 1943–1951 | Enviado                   |                                                 |
| Jan Stenström                             | 1951–1953 | Gestor de negócios        |                                                 |
| Jan Stenström                             | 1953–1955 | Enviado                   |                                                 |
| Knut Richard Thyberg                      | 1955–1959 | Enviado                   | Acreditação secundária em Monróvia 1958–1959.   |
| Knut Richard Thyberg                      | 1959–1959 | Embaixador                | Lado credenciado em Monróvia.                   |
| Alexis Aminoff                            | 1959–1963 | Embaixador                | Acreditação secundária em Monróvia 1959–1961.   |
| Gunnar Dryselius                          | 1964–1970 | Embaixador                |                                                 |
| Karl Fredrik Almqvist                     | 1970–1972 | Embaixador                |                                                 |
| Herman Kling                              | 1973–1979 | Embaixador                |                                                 |
| Sven Fredrik Hedin                        | 1979–1986 | Embaixador                | Credenciamento secundário em Bissau e na Praia. |
| Lennart Rydfors                           | 1986–1988 | Embaixador                |                                                 |
| Göran Hasselmark                          | 1989–1994 | Embaixador                |                                                 |
| Kerstin Asp-Johnsson                      | 1994–1997 | Embaixador                |                                                 |
| Krister Isaksson                          | 1997–2001 | Embaixador                |                                                 |
| Gunilla Olofsson                          | 2001–2005 | Embaixador                |                                                 |
| Gabriella Lindholm                        | 2005–2008 | Embaixador                |                                                 |
| Bengt Lundborg                            | 2008–2012 | Embaixador                |                                                 |
| Caroline Fleetwood                        | 2012–2017 | Embaixador                | Lado credenciado em Bissau a partir de 2016.    |
| Helena Pilsas Ahlin                       | 2017–2022 | Embaixador                |                                                 |
| Elisabeth Eklund                          | 2022–     | Embaixador                | Credenciamento lateral em Bissau e na Praia.    |